# Te Manawa
Te Manawa (traducido del Māori: El Corazón) es un museo, galería de arte y centro de ciencia en Palmerston North, Nueva Zelanda. Está operado por "Te Manawa Museums Trust", una fundación formada el 20 de agosto de 1999. Desde el 1 de julio de 2000 la fundación comenzó a arrendar las instalaciones y dirigir la institución bajo los acuerdos firmados con el Consejo de Palmerston North.
El Fideicomiso está controlado por el Ayuntamiento de Palmerston North y es una organización controlada por el consejo como se define en la sección 6 de la Ley del Gobierno Local 2002, en virtud del derecho del Consejo de nombrar a más del 50% de la Junta de Síndicos.
El complejo Te Manawa también alberga el Museo de Rugby de la Nueva Zelanda adyacente al Centro Cívico, cercano a The Square en Palmerston North, terreno el cual perteneció a la estación de ferrocarril, antes de los trenes fueran trasladados del centro al oeste de la ciudad. Algunas docenas de objetos fueron donados a NZMuseums, el catálogo combinado sobre los museos de Nueva Zelanda.
Los espacios públicos de Te Manawa incluyen exposiciones semipermanentes, exposiciones locales, exposiciones itinerantes, eventos y una tienda. Te Manawa es altamente calificado como atracción turística por TripAdvisor y Lonely Planet. Fue finalista en los premios del museo de Nueva Zelanda de 2012.

## Now and then
La exposición de fotografía de Te Manawa llamada "Now and then" visitó varias galerías de arte municipales alrededor del país, incluyendo Te Manawa, Tauranga (donde causó polémica por obscenidad), Waiwarapa, y Hastings.